# Seksshop

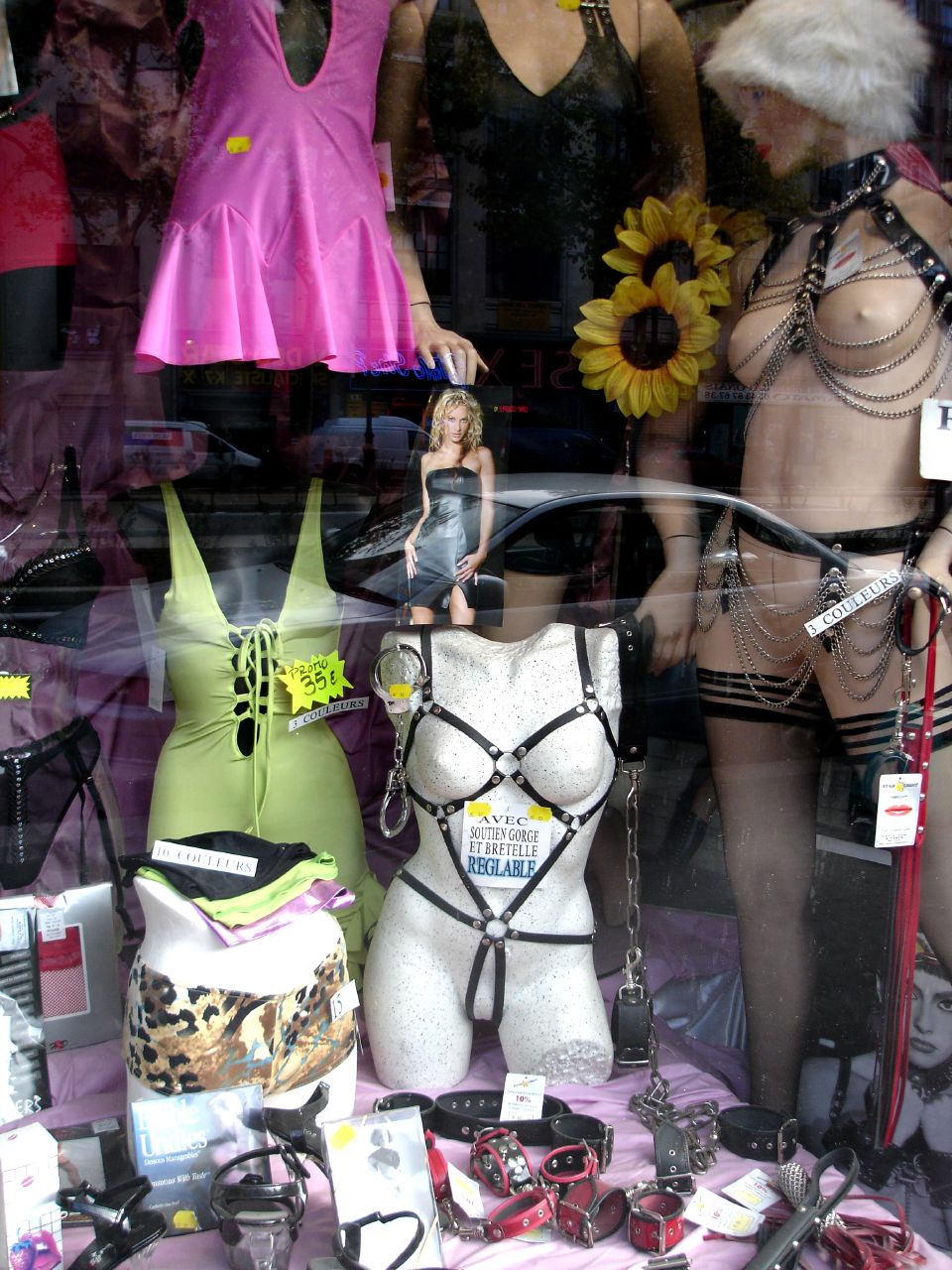
Etalage van een seksshop in Parijs

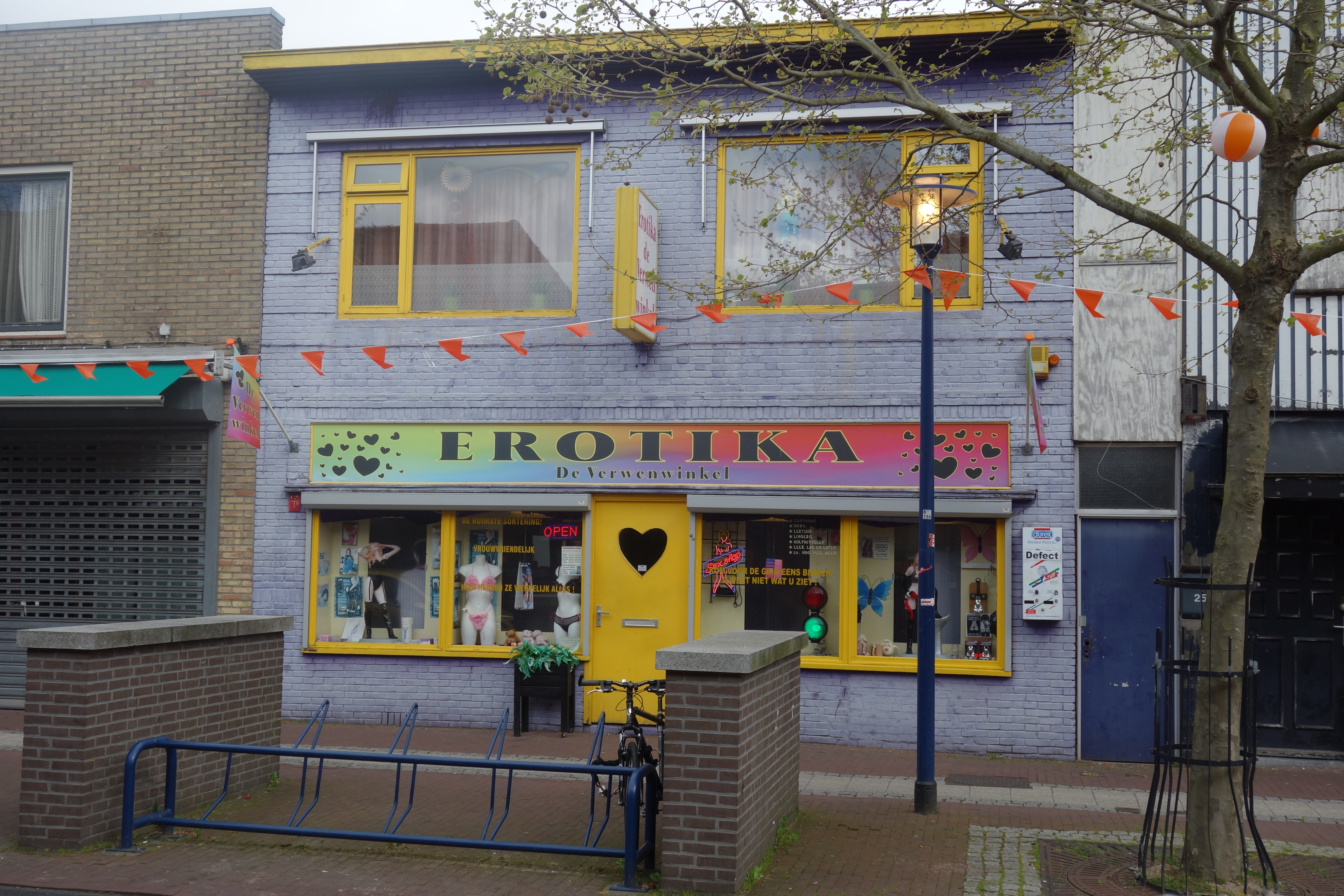
Erotika Assen (2017)

Een seksshop of erotheek is een winkel waar erotische producten worden verkocht, zoals seksspeeltjes, pornografisch materiaal, erotische lingerie, erotische boeken en voorbehoedsmiddelen, bijvoorbeeld condooms. Fysieke winkels bevatten soms ook een seksbioscoop en/of videocabines. Daarnaast zijn er, sinds de opkomst van het internet, veel seksshops die hun producten uitsluitend online verkopen.

## Legaliteit
In de meeste westerse jurisdicties zijn seksshops legaal, mits er geen minderjarigen worden toegelaten. Wie tot "minderjarigen" worden gerekend is afhankelijk van de betreffende wet. Sommige staten tolereren seksshops helemaal niet, bijvoorbeeld veel islamitische staten. 
In Nederland maakte de wijziging van artikel 240 van het Wetboek van Strafrecht en van enige andere bepalingen van 1985, ingaand 1986, pornografie met personen vanaf 16 jaar legaal, nadat al een aantal jaren veel seksshops gedoogd werden.

## Ontwikkeling
De eerste seksshop van de wereld werd in 1962 in de Duitse stad Flensburg door Beate Uhse geopend. 
Een van de eerste Nederlandse seksshops was een winkeltje op de Wallen in Amsterdam, dat in 1968 door Hans Hartog werd overgenomen en uitgebouwd tot een keten van erotiekwinkels onder de naam Christine le Duc. Andere sekswinkels volgden rond 1970.

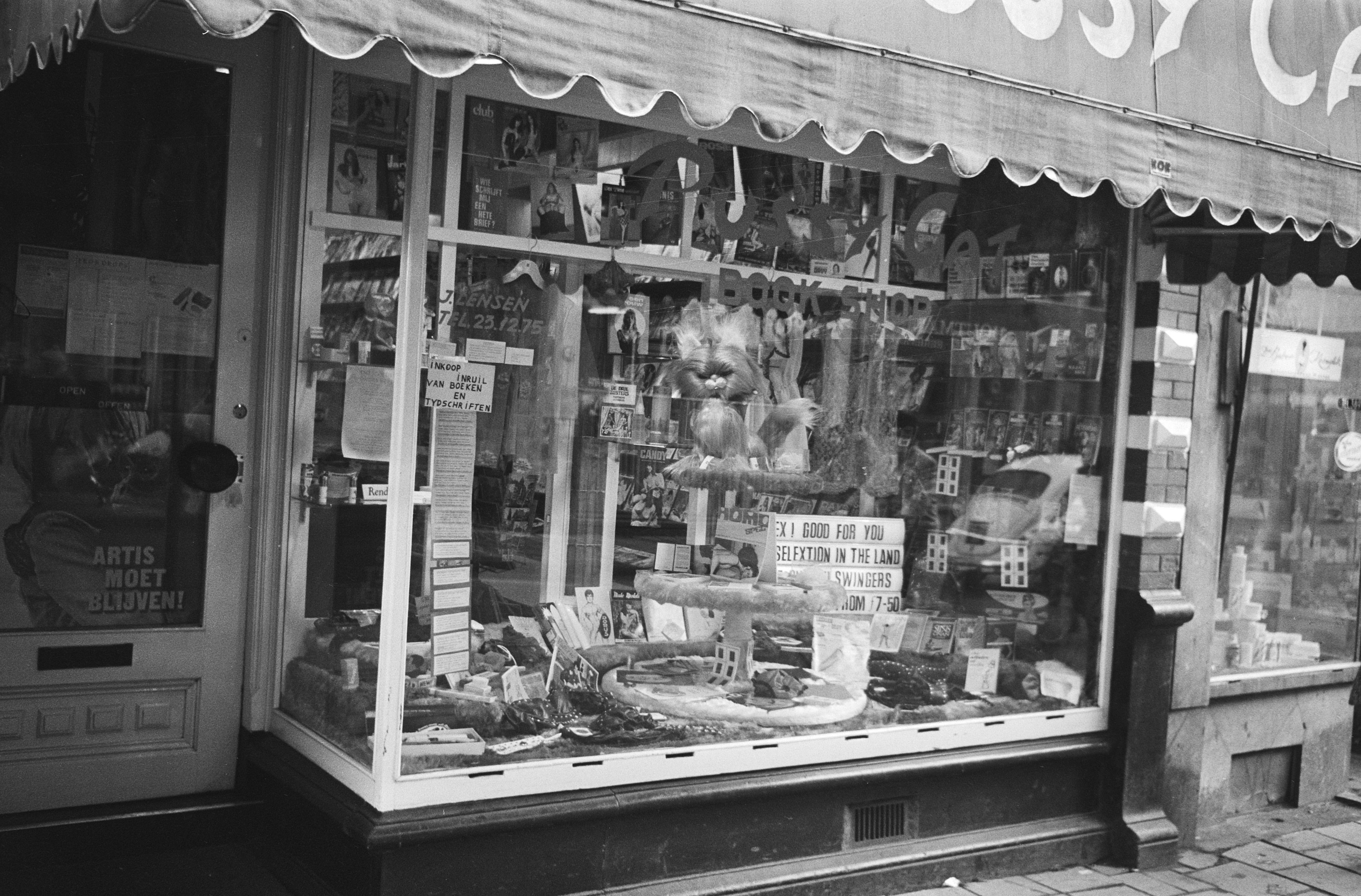
Pussy Cat Bookshop in Amsterdam (1971)
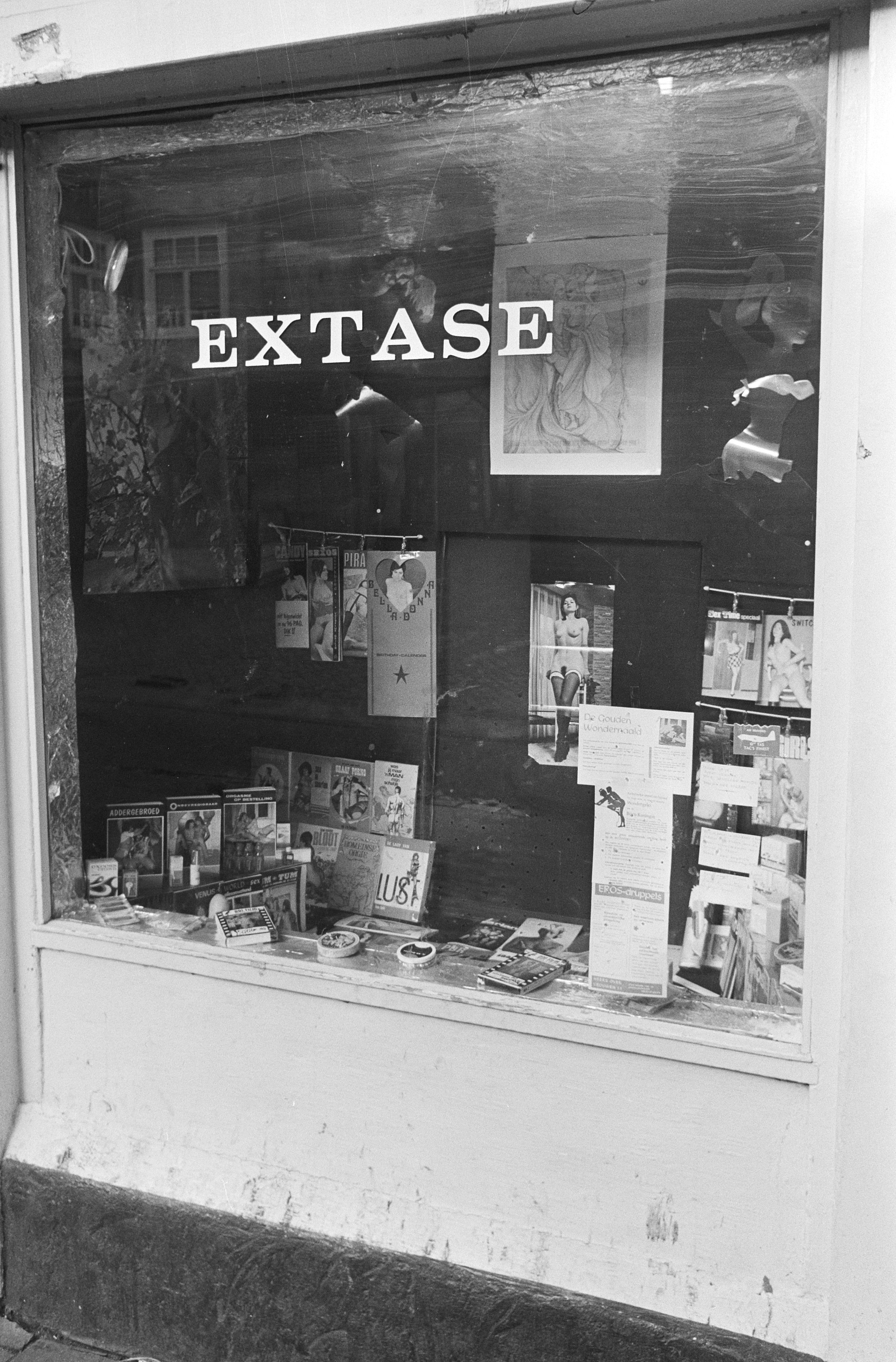
Extase in Amsterdam (1971)
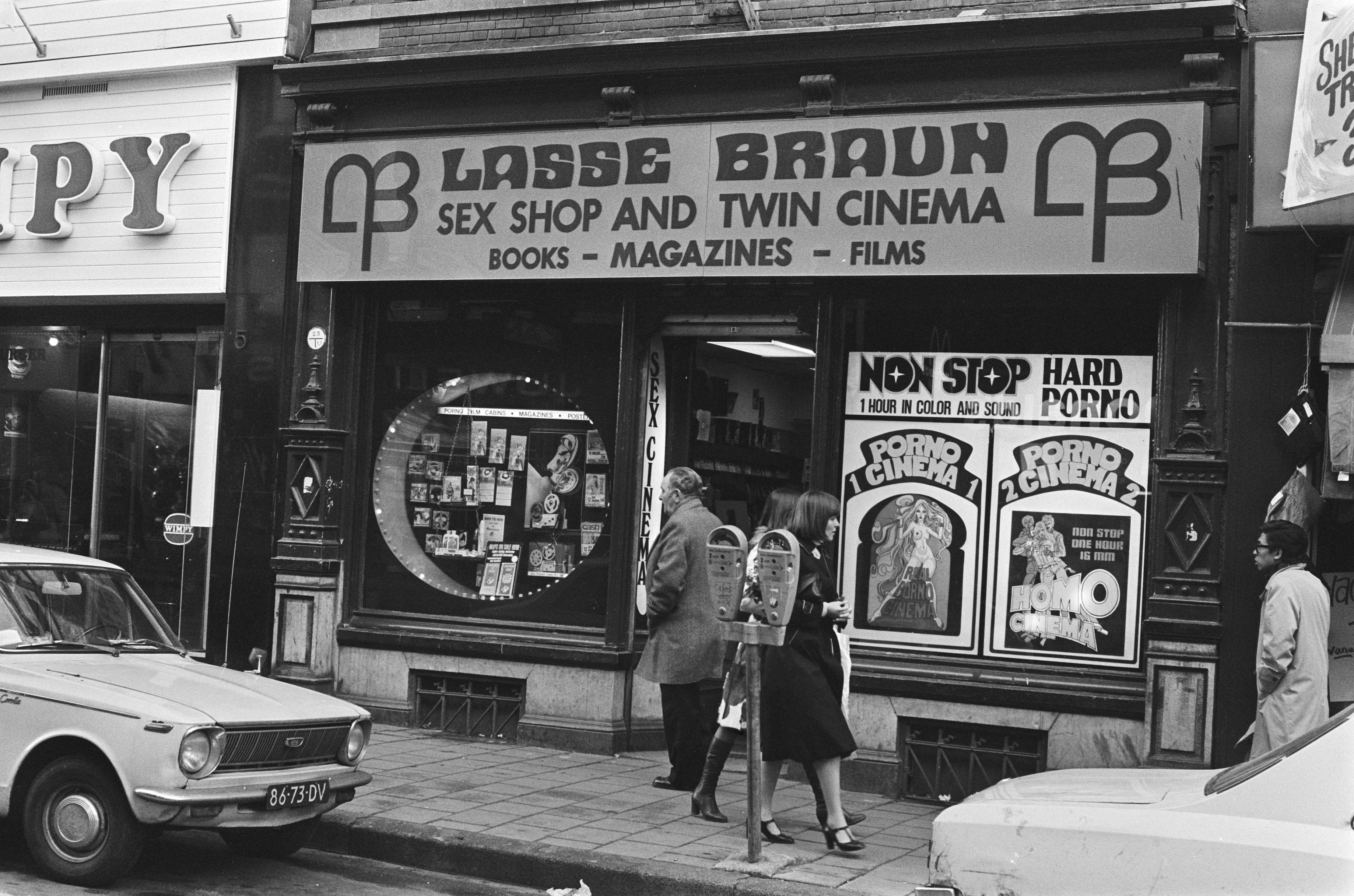
Lasse Braun Sex Shop and Cinema in Amsterdam (1977)

## Sluitingstijden
In 2011 is op de Wallen in Amsterdam een einde gekomen aan de gedoogsituatie waarbij seksshops tot 2.00 uur open konden blijven. Ze moeten nu net als andere winkels op grond van de Winkeltijdenwet om 22.00 uur sluiten. Dit is niet van toepassing op het gebruik van videocabines. Daar zou een seksshop dan echter een aparte ingang voor moeten creëren. De winkels wierpen tegen dat dit, voor zover al mogelijk, onpraktisch is omdat er ook in de winkel DVD’s kunnen worden aangeschaft om mee te nemen naar de cabines.

## Steeds meer seksshops online
Sinds 2017 zijn er talloze seksshops gesloten. Daarvoor in de plaats kwamen er online winkels, waar de producten discreet kunnen worden aangeschaft. Een van de laatste die naar het web verhuisde was Christine Le Duc.